# Partikule (liturgie)
Partikule (latinsky particula – částečka) je v křesťanské liturgii část proměněné hostie (tedy Těla Kristova), kterou celebrant odlomil při lámání chleba.

## Vývoj
V prvotní latinské katolické církvi bylo zvykem, že kněz při slavení mše svaté používal větší hostii než je tomu v současnosti. Přítomným laikům pak při přijímání podával odlomenou částečku (partikuli) z toho, co sám přijímal. V průběhu 12. století se ustálil zvyk, že kněz pro sebe používá větší hostii, avšak ne tak velkou jako tomu bylo v prvotní církvi. Pro laiky jsou určeny hostie menší, které není třeba lámat a vejdou se do úst. Tato praxe byla  později kodifikována.
Za situace, kdy kněz nemá sám pro sebe k dispozici větší hostii, může, slouží-li bez účasti lidu (latinsky Sine populo), použít malou hostii. Jsou-li přítomni věřící, a kněz musí použít pro sebe malou hostii, je třeba věřící předem na to upozornit, aby nevzniklo pohoršení.
V současné praxi však věřící mohou přijímat partikule, zvláště za situace, kdy nejsou naopak k dispozici malé hostie (pro jednu osobu). V případě takového použití partikulí je třeba dbát, aby nedošlo k odpadnutím drobných úlomků z partikule mimo liturgické nádoby nebo ústa přijímajících.